# Oxford spelling
Oxford spelling (kurz für Oxford English Dictionary spelling) bezeichnet eine Variante britischer Schreibung, bei der die Endung -ize anstatt -ise benutzt wird, wie beispielsweise in Wörtern wie "globalization" und "recognize". Dies betrifft jedoch nur solche Wörter, die direkt oder indirekt mit der griechischen Endung ‑ιζειν gebildet wurden oder werden, nicht solche Entlehnung, die im Französischen oder Lateinischen aus lateinischen Elementen gebildet wurden oder werden. Außer bei diesen Wörtern (z. B. revise, advertise, surprise) sind sowohl -ize als auch -ise korrekte Schreibungen im britischen Englisch. Analog wird nur die Endung -yse benutzt. Die Endung -ize wird von der Oxford University Press (OUP) und den von ihr herausgegebenen Wörterbüchern (etwa Oxford English Dictionary, OED) bevorzugt. Oxford spelling kann durch den IETF language tag en-GB-oxendict (oder veraltet en-GB-oed) markiert werden.
Oxford spelling wird neben vielen OUP-Publikationen von dem britischen Fachjournal Nature, von der Zeitschrift The Times Literary Supplement und vielen internationalen Organisationen (Vereinte Nationen, Welthandelsorganisation u. a.) verwendet.